# Neidhart von Reuental
Neidhart von Reuental (sinh khoảng 1190 - mất sau 1236 hoặc 1237) (hay Nîthart von Riuwental) là một trong những minnesinger (hát rong ở Đức thời trung cổ) nổi tiếng nhất của Đức thời Giữa trung cổ. Ông có thể hoạt động trong vùng Bavaria và sau đó được biết đến là một ca sĩ tại Vienna. Như một minnesinger ông hoạt động mạnh nhất từ 1210 đến ít nhất 1236.
Neidhart rất nổi tiếng vì sự châm biếm và hài hước. Những giai điệu của ông tồn tại nhiều hơn bất kỳ một nhạc sĩ hát rong khác. Các ca khúc của ông thường có nội dung về tình yêu phong nhã. Có lẽ bài hát nổi tiếng nhất của ông là "Meienzît", trong đó Neidhart bắt đầu bằng việc mô tả một kịch bản mùa xuân yên bình, nhưng nhanh chóng nói về sự xúc phạm của kẻ thù ông (một số bạn bè và các đồng minh đã phản bội ông) đến ông.